# Vlag van Antofagasta

Vlag van Antofagasta

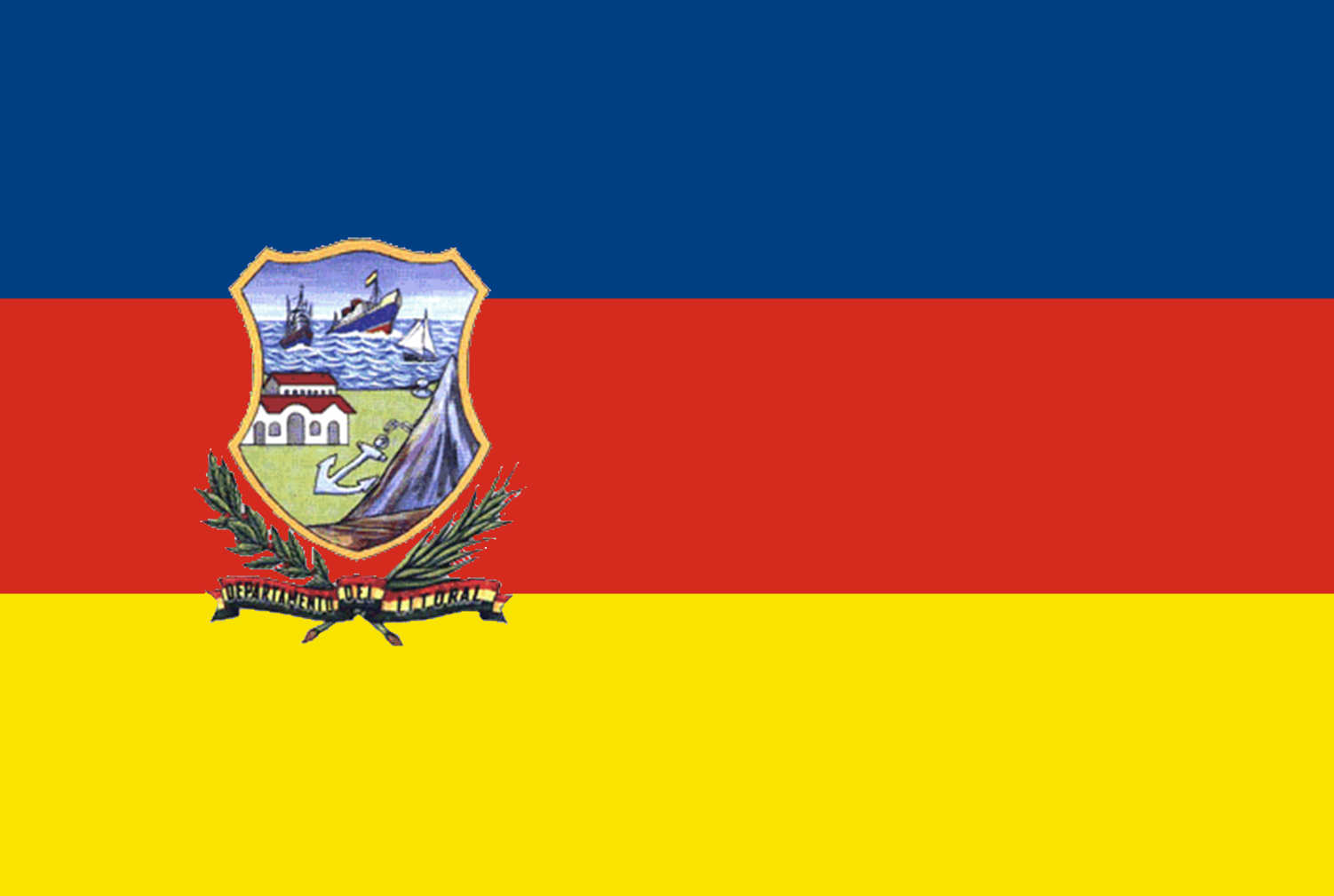
Historische vlag van Litoral

De vlag van Antofagasta bestaat uit een blauw veld met in het midden het logo van Antofagasta. Dit logo toont het wapen van Chili in een gele cirkel, omringd door de woorden INTENDENCIA II REGIO (boven) en ANTOFAGASTA (onder).
Deze vlag is nooit officieel aangenomen en wordt vrijwel alleen gebruikt door het bestuur (Intendencia) van de Chileense regio Antofagasta, die regionummer II gebruikt.
In september 2012 werd een wedstrijd aangekondigd voor het ontwerp van een officiële vlag voor de regio Antofagasta, ter vervanging van de vlag die momenteel door de intendancy wordt gebruikt.
Tot aan de Salpeteroorlog behoorde Antofagasta tot de Boliviaanse provincie Litoral. Via deze provincie grensde Bolivia aan de zee (Litoral betekent "Kust"). Litoral gebruikte een horizontale driekleur in de kleurencombinatie blauw-rood-geel met het provinciale wapen. Deze vlag wordt tegenwoordig in Bolivia gebruikt bij manifestaties die de Boliviaanse claim op een toegang tot de zee ondersteunen.